# Anywhere (canção de Rita Ora)
"Anywhere" é uma canção da cantora britânica Rita Ora. Seu lançamento ocorreu em 20 de outubro de 2017 pela Atlantic Records do Reino Unido, como o segundo single do segundo álbum de estúdio, Phoenix. A canção foi escrita por Ali Tamposi, Brian Lee, Nick Gale e Ora, e produzida por Alesso, Andrew Watt e Sir Nolan. O tom melancólico da canção é acompanhado de batidas de dance-pop, além do eletropop que ressalta sobre o escapismo de um relacionamento.
Após o lançamento, a canção recebeu aclamação positiva da crítica e foi escolhida pelo The Guardian como a canção da semana. Comercialmente, "Anywhere" alcançou a segunda posição no UK Singles Chart, tornando o décimo primeiro single do top 10 de Rita. O videoclipe, dirigido por Declan Whitebloom, mostra Ora cantando e dançando em diferentes locais de Nova Iorque.

## Recepção

### Crítica
Após o lançamento, a canção foi aclamada por diversos veículos de comunicação. O jornal The Guardian classificou a canção como música da semana. Sarah Grant, da publicação Rolling Stone, opinou que, diferentemente de Lonely Together, Ora soa sem extravagância em uma canção simples. O jornal The Observer escreveu que a canção é pensativa e ridiculamente cativante. Jon Ali, da Billboard, classificou a canção como uma das músicas mais finas até o momento da avaliação.

### Comercial
Em 27 de outubro de 2017, "Anywhere" estreou na vigésima posição da UK Singles Chart, vendendo 16.085 cópias na primeira semana de lançamento. Na quarta semana de lançamento, a canção alcançou a segunda posição da tabela, com 38.159 cópias vendidas, atrás de Havana de Camila Cabello e Young Thug, durante três semanas. "Anywhere" tornou-se o décimo primeiro top 10 no Reino Unido e o terceiro em 2017, seguido de Your Song e Lonely Together]]. Desde I Will Never Let You Down de 2014, é o single de maior posição nas tabelas musicais.. Na Austrália, "Anywhere" entrou na ARIA Charts na sexagésima oitava posição e alcançou a décima quarta posição na sexta semana de lançamento.

## Lista de faixas
Além da versão original, "Anywhere" conta com dois remixes.
| N.º | Título     | Duração |  |
| 1.  | "Anywhere" | 3:35    |  |

| N.º | Título                           | Duração |  |
| 2.  | "Anywhere (R3hab Remix)"         | 2:54    |  |
| 3.  | "Anywhere (Windy William Remix)" | 3:33    |  |

## Créditos
Os créditos abaixo foram retirados do Tidal.
- Rita Ora – composição e vocais
- Ali Tamposi – composição e backing vocals
- Andrew Watt – composição, produção, backing vocals, teclado, violão, programação e produção vocal
- Alesso – composição, produção, teclado e programação
- Nolan Lambroza – composição, produção, teclado, instrumentos e programação
- Nicholas Gale – composição
- Brian D Lee – composição
- John Hanes – engenharia de mixagem
- Dave Kutch – engenharia de masterização
- Daniel Zaidenstadt – engenharia
- Serban Ghenea – mixagem

## Certificações
| País (Empresa)       | Certificação |
| -------------------- | ------------ |
| Alemanha (BVMI)      | Ouro         |
| Austrália (ARIA)     | Platina      |
| Bélgica (BEA)        | Ouro         |
| Espanha (Promusicae) | Ouro         |
| Nova Zelândia (RMNZ) | Ouro         |
| Reino Unido (BPI)    | Platina      |